# نظریه ریسمان نوع صفر
نظریه ریسمان نوع صفر مدلی از نظریه ریسمان است که کمتر شناخته شده‌است. این مدل به علت ابر متقارن بودن جهان رویهٔ آن یک نظریهٔ ابرریسمان به حساب می‌آید. با این وجود طیف فضا زمان ابر متقارن نیست و شامل هیچ فرمیونی نمی‌باشد. در ابعاد بزرگ‌تر از دو حالت پایه یک تکیون است و بنابراین نظریه نا پایدار است. این خواص مدل «۰» را شبیه یک مدل بوزونی می‌کند که توصیفی نامناسب از جهان ماست. با این وجود از این مدل به عنوان یک مدل اسباب بازی برای تحقیق در مفاهیم نظریهٔ ریسمان استفاده می‌شود مثلاً چگالش تکیون‌ها. نظریهٔ ریسمان «۰» دو بعدی را می‌توان با کمک مدل ماتریسی به شکل غیر اختلالی توصیف کرد و این باعث جذابیت آن می‌شود.
دو نوع نظریهٔ ریسمان «۰» وجود دارد یکی A۰ و دیگری B۰ که تفاوت آن‌ها برمی گردد به اینکه کدام نوع از میدان‌های راموند – راموند در طیف بدون جرم قرار می‌گیرند.